# Axel Juncker
Axel Juncker (* 1. Juli 1870 in Kopenhagen; † 29. September 1952 in Kopenhagen) war ein Verleger und Buchhändler, der in Deutschland und Dänemark tätig war. Von 1901 bis 1922 leitete er den Axel Juncker Verlag.

## Verlegerisches Wirken
Seit 1897 betrieb Juncker in der Berliner Potsdamer Straße 11 eine auf skandinavische Literatur spezialisierte Buchhandlung. Sein zunächst 1903 an den Buchhändler Karl Schnabel veräußertes Sortiment hatte er erneut 1913 als „Buchladen Axel Juncker“ am Kurfürstendamm 210 eröffnet. Durch die Anmietung zusätzlicher Räumlichkeiten betrieb er dort während des Ersten Weltkriegs ein „Buch-Kunst-Geschäft“, in dem auch Vorträge und Lesungen abgehalten wurden.
1901 gründete Juncker den Axel Juncker Verlag. Nach der Aufnahme von zwei Teilhabern im Jahr 1920 verließ er 1922 den Verlag und ließ sich 1924 in seiner Heimatstadt Kopenhagen nieder und kaufte das Antiquariat Studio in der Sankt Peders Stræde 39. Später zog er in die Store Kongensgade 68 und endlich wieder zurück ins Antiquariatenviertel in der Studiestræde 13. Sein kleines Antiquariat war eines der exklusivsten der Stadt mit einem begrenzten Publikum. Infolge zunehmender Schwerhörigkeit musste Juncker hier aufgeben; er starb zweiundachtzigjährig 1952. 
Junckers Spezialisierung auf nordeuropäische Literatur schlug sich auch im Verlagsprogramm nieder, die immerhin ein Viertel der Titelliste einnahm. So verlegte er recht erfolgreich Gustav Wied, Karl Larsen und Laurids Bruun. Auch deutsche Lyrik nahm in der Verlagstätigkeit breiten Raum ein. Bis 1913 hatte diese einen mit der skandinavischen Literatur vergleichbaren Umfang. Zum Kreis der deutschen Verlagsautoren gehörten so erfolgreiche Autoren, wie Else Lasker-Schüler, Anton Wildgans, Max Brod, Franz Werfel, Hans Bethge, Johannes Schlaf und nicht zuletzt Rainer Maria Rilke, dessen Buchhändler er zunächst war, bevor er dessen Novelle Die Letzten verlegte. Rilke war auch als Lektor bei Juncker tätig. Allerdings hatte er mit Rilkes Die Weise von Liebe und Tod des Cornets Christoph Rilke, die 1906 in einer Auflage von 300 nummerierten Exemplaren erschienen war, keinen verlegerischen Erfolg. Erst Anton Kippenberg machte aus dieser Erzählung einen Welterfolg. Der für 400 Mark von ihm erworbene Text brachte es nunmehr als legendäre, noch immer verlegte Nummer 1 der 1912 ins Leben gerufenen Insel-Bücherei zu einer Millionenauflage. Dagegen hatte Juncker mit dem Prosaerstling von Kurt Tucholsky Rheinsberg: Ein Bilderbuch für Verliebte mehr Glück: Nachdem der Autor das Werk mehreren Verlagen vergeblich angeboten hatte, erwarb es Juncker mit allen Rechten für 125 Mark und brachte es im selben Jahr als Nummer 3 seiner Reihe Orplid-Bücher mit Illustrationen von Kurt Szafranski zum Preis von einer Mark heraus. Bereits ein Jahr später erschien das 3. Tausend des vor allem von jungen Leuten gelesenen Buchs, 1921 waren das 50. und 1931 bereits das 100. Tausend erreicht.
Bereits 1905 und 1906 hatte Juncker den Versuch unternommen, eine Lyrikreihe unter dem Titel Axel Junckers Sammlung moderner deutscher Lyrik zu etablieren.  Die mit Max Dauthendeys Die ewige Hochzeit. Der brennende Kalender: Liebeslieder gestartete Reihe, in der auch Johannes Schlaf mit Das Sommerlied. Gedichte (Bd. II) und René Schickele mit Der Ritt ins Leben (Bd. IV) vertreten waren, kam über vier Ausgaben nicht hinaus.
Die meisten erfolgreichen Autoren konnte der Verleger allerdings nicht halten. Bereits 1906 wechselte Rilke zum Insel-Verlag. 1910 verließ dann auch Dauthendey den Verlag und veröffentlichte fortan bei Albert Langen und Ernst Rowohlt. Schließlich konnte Kurt Wolff Junckers Autoren der Expressionisten-Generation, wie Max Brod, Franz Werfel und Otto Pick, an sich binden.

## Verlagsprogramm (Auswahl)
- Axel Junckers Sammlung moderner deutscher Lyrik (Bd. 1 bis 4, 1905 und 1906)
- Juncker-Bücher, Prosatexte (Bd. 1 bis 12, 1919–1922)[4]
- Orplid-Bücher (Bd. 1 bis 53 [?], 1912–1925)
- Max Brod: Tod den Toten (1906)
- Sören Kierkegaard: Sören Kierkegaard und sein Verhältnis zu „ihr“ (1905)
- Else Lasker-Schüler: Styx (19021)
- Else Lasker-Schüler: Das Peter Hille-Buch. Mit einer Einbandzeichnung von der Verfasserin (1906)
- Rainer Maria Rilke: Die Letzten (1901)
- Rainer Maria Rilke: Das Buch der Bilder (1902)
- Rainer Maria Rilke: Die Weise von Liebe und Tod des Cornets Christoph Rilke (1906), 1912 als Nr. 1 in der Insel-Bücherei
- Kurt Tucholsky: Rheinsberg: Ein Bilderbuch für Verliebte. Bilder von Kurt Szafranski (1912)
- Gustav Wied: Bauerngeschichten (1901)

## Sonstiges
Ein Verlag mit dem Namen „Axel Juncker“ gehört heute zum Langenscheidt-Verlag mit Sitz in München. Er publiziert u. a. Literatur zum Fremdsprachenunterricht. 